# Гаджиев, Ханлар Иршад-Фаиг оглы
Гаджиев, Ханлар Иршад-Фаиг оглы (азерб. Hacıyev Xanlar İrşad-Faiq oğlu; род. 9 сентября 1956, Кировабад) — юрист Азербайджана, судья.

## Биография
Родился 9 сентября 1956 года в Гяндже. В 1978 году окончил юридический факультет Азербайджанского государственного университета. 
В 1978—1980 годах проходил практику в Институте государства и права Академии наук СССР. Окончил аспирантуру МГУ. В 1983 году защитил диссертацию и получил учёную степень кандидата юридических наук.
С 1983 по 1985 год являлся советником в Верховном Суде РСФСР. С 1985 по 1988 год являлся редактором отдела уголовного права и уголовного процесса журнала Советская юстиция.
С 1988 по 1990 год являлся главным советником Верховного Суда СССР.
С 1990 по 1992 год являлся судьёй Верховного суда Азербайджана.
С 1992 по 1993 год являлся первым заместителем председателя Верховного суда Азербайджана. Член президиума Верховного суда Азербайджана.
Председатель коллегии по уголовным делам Верховного суда Азербайджана.
Председатель Верховного суда Азербайджана (9 ноября 1993 — 15 июля 1998). 
Судья и председатель Конституционного суда Азербайджана (15 июля 1998 — 16 мая 2003).
Являлся членом Венецианской комиссии Совета Европы, Государственной комиссии по преобразованиям системы государственного управления Азербайджана, Комиссии по правовым преобразованиям при президенте Азербайджана, Судебно-правового Совета Азербайджана.
В 2001 году получил учёную степень доктора юридических наук по специальности «Конституционное право». Тема диссертации: «Толкование норм Конституции и закона конституционными судами: на примере Азербайджанской Республики и Российской Федерации».
C 28 мая 2003 года по 3 января 2017 — судья Европейского суда по правам человека.
Принимал участие в разработке проекта закона «О Верховном Суде СССР», Конституции Азербайджана.
В 1998 году возглавлял делегацию на международной конференции по учреждению Римского статута Международного уголовного суда.
С 1984 по 1990 год являлся преподавателем уголовного права МГУ им. М. В. Ломоносова.
С 1994 по 1999 год являлся преподавателем международного уголовного права Бакинского государственного университета.
Главный научный сотрудник Центра судебного права Института законодательства и сравнительного правоведения при Правительстве Российской Федерации.
Заведующий отделом судебной практики и правоприменения ИЗиСП.
Автор более 100 научных работ.

## Научные работы
- Гаджиев Х.И. Вопросы доказывания в практике Европейского суда по правам человека // Журнал российского права. 2018. №6. С.78-95
- Гаджиев Х.И. Судебные доктрины и эффективность правоприменения // Журнал российского права. 2019 № 6. С. 14—27
- Дедов Д.И., Гаджиев Х.И. Обзор практики Большой палаты Европейского суда по правам человека (ноябрь - декабрь 2018 г.) // Журнал зарубежного законодательства и сравнительного правоведения. 2019 № 2. С. 55-63
- Дедов Д.И., Гаджиев Х.И. Обзор практики Большой палаты Европейского суда по правам человека (декабрь 2018 г. январь 2019) // Журнал зарубежного законодательства и сравнительного правоведения. 2019 № 3. С. 113-123;
- Дедов Д.И., Гаджиев Х.И. Обзор практики Большой палаты Европейского суда по правам человека// Журнал зарубежного законодательства и сравнительного правоведения. 2019 №6. С. 37-40;

## Награды
- Орден «Слава» (12 июля 2003, за продуктивную деятельность в органах правосудия и развитие юридической науки)[9]